# Home Alone: The Holiday Heist
Ở nhà một mình 5 (tiếng Anh: Home Alone: The Holiday Heist) là bộ phim của Mỹ sản xuất vào năm 2012. Bộ phim kể về Finn và gia đình ông di chuyển từ California đến Maine để đến nhà mới của họ, Finn thấy sợ hãi và tin rằng ngôi nhà bị ám ảnh bởi những con ma. Khi cha mẹ đang trên đường trở về từ một bữa tiệc và Finn ở nhà một mình với chị gái. Ngôi nhà của họ đã trở thành mục tiêu của 3 kẻ trộm nhằm đánh cắp bức tranh trị giá 85 triệu USD của chủ trước...